# Ted 2
Ted 2 è un film del 2015 diretto da Seth MacFarlane.
Sequel di Ted (2012), il film si basa su soggetto dello stesso regista che figura anche come sceneggiatore e produttore, nonché doppiatore di Ted, come nel precedente. La pellicola vede nuovamente protagonisti Mark Wahlberg, che ritorna nei panni di John Bennett, Jessica Barth, che interpreta nuovamente la cassiera Tami-Lynn, e Amanda Seyfried, interprete del nuovo personaggio di Samantha Jackson.

## Trama
Ted si è sposato con Tami-Lynn, la sua fidanzata; tuttavia, il suo migliore amico John è afflitto a causa del divorzio con Lori. Trascorso un anno il rapporto tra i due coniugi diventa sempre più difficile e così decidono di avere un figlio per tentare di rafforzare la loro relazione e dal momento che Ted, che è di peluche, è incapace di funzioni riproduttive, chiede aiuto a John e allo stesso tempo cerca di incoraggiarlo a cercare una nuova compagna, ma John è riluttante. Purtroppo Tami-Lynn è sterile per colpa delle droghe assunte, così la coppia opta per l'adozione: l'assistente sociale tuttavia riferisce che Ted, essendo un orsacchiotto, è classificato agli occhi dello Stato non come una persona bensì come un bene. Questo provoca un'indagine federale che causa l'invalidità del matrimonio di Ted, la perdita del lavoro e il blocco del conto in banca.
John suggerisce di affidare la situazione al tribunale e, dal momento che non possono permettersi un avvocato, il loro caso viene assegnato a una ragazza, Samantha Leslie Jackson, avvocato inesperto ma con una cultura notevole. In un primo momento sono diffidenti, ma cambiano rapidamente il loro parere quando scoprono che condivide il loro amore per la marijuana. Nel frattempo Donny è in libertà vigilata e lavora ora come operatore alle pulizie nella sede della Hasbro Toy Company. Donny convince il CEO dell'azienda ad assumere un avvocato esperto per far perdere la causa a Ted, al fine di catturarlo e scoprire il segreto su come creare altri orsacchiotti viventi.
Dopo un lungo dibattito, la corte si pronuncia contro Ted. Samantha, Ted e John sono disperati e decidono di rivolgersi a Patrick Meighan, un avvocato dei diritti civili, nella speranza di rovesciare la decisione della corte. Intraprendono un viaggio per New York per incontrarsi con lui, ma a causa della guida di Ted l'auto sbanda e finisce fuori strada nel mezzo di un bosco. Seduti intorno a un falò, Samantha e John capiscono di essere attratti l'uno dall'altra.
La mattina dopo a New York, Meighan rifiuta il caso poiché ritiene che Ted non abbia contribuito in modo significativo all'umanità a causa del suo stile di vita. Ted, frustrato e geloso del rapporto creatosi tra John e Samantha, se ne va. Entrando in un Comic-Con non si accorge che Donny lo segue. Una volta in trappola, Ted riesce a scappare, ruba un telefono e contatta John che accorre in suo aiuto, ma Ted viene catturato da Donny. John e Samantha arrivano sul posto alla ricerca di Ted, arrivando giusto in tempo prima che Donny possa sezionare Ted. I due lo liberano, ma Donny taglia i cavi che reggono una finta astronave di considerevoli dimensioni e John getta Ted lontano per evitare che venga schiacciato, cosa che invece succede a John stesso. Poi Ted capendo che Donny è il responsabile lo smaschera con uno stratagemma e quest'ultimo si ritrova nuovamente in arresto, stavolta all'ergastolo, per tentato omicidio premeditato.
Nonostante Ted abbia evitato l'astronave, John cade in coma per il colpo che ha preso: dopo una notte all'ospedale il dottore afferma che John è morto. In realtà è uno scherzo di John come "rivincita" per lo scherzo di Ted che si finse ritardato dopo essersi rotto. Subito dopo il quartetto riceve una visita dell'avvocato Meighan il quale, saputa la notizia sull'incidente finita in TV, decide di accettare il caso di Ted: il verdetto della giuria viene cambiato e Ted è riconosciuto a tutti gli effetti come una persona, mentre John e Samantha si fidanzano.
Qualche tempo dopo i quattro festeggiano l'adozione da parte di Ted e Tami-Lynn di un bambino, e John e Samantha gli regalano un orsetto, augurandogli che prenda vita come Ted.

## Produzione
Durante la conferenza stampa al San Diego Comic-Con International del 2012, Seth MacFarlane dichiarò che sarebbe stato disponibile per un eventuale sequel di Ted. Nel settembre dello stesso anno l'amministratore delegato Steve Burke rivelò inoltre che lo studio avrebbe voluto avviare la produzione di un sequel del film il prima possibile.
Il 17 gennaio 2013 Mark Wahlberg, ospite all'Anderson Live, confermò che Seth MacFarlane era al lavoro sulla stesura della sceneggiatura del sequel del film e che sarebbe stato il primo sequel della sua carriera.
Il 2 ottobre 2013 la Universal Pictures ha ufficialmente annunciato la data di uscita del film.
Le riprese sono iniziate il 28 luglio 2014, e si sono concluse il 13 novembre 2014.
Ted 2 è arrivato nelle sale cinematografiche il 25 giugno 2015.

## Distribuzione
Il primo trailer del film è stato distribuito il 29 gennaio 2015. Il film è stato distribuito nelle sale statunitensi il 26 giugno 2015 ed è stato vietato ai minori di 17 anni non accompagnati da un adulto. In Italia, il film è stato distribuito Il 25 giugno 2015 dalla Universal Pictures International Italy ed è stato vietato ai minori di 14 anni.

## Accoglienza

### Incassi
Con un budget di 68 milioni di dollari, il film ha incassato 81 milioni di dollari negli Stati uniti d'America e 135 milioni nel resto del mondo, con un incasso totale di 216 milioni di dollari.

## Riconoscimenti
- 2016 - MTV Movie Awards[8]
  - Candidatura per la miglior performance virtuale a Seth MacFarlane